# Tegulaster
Genre
Tegulaster est un genre d'étoiles de mer de la famille des Asterinidae.

## Liste des espèces
Selon World Register of Marine Species (17 janvier 2015) :
- Tegulaster alba (H.L. Clark, 1938) -- moitié sud de l'Australie
- Tegulaster emburyi Livingstone, 1933 -- Australie septentrionale et Indonésie
- Tegulaster leptalacantha (H.L. Clark, 1916) -- Indo-Pacifique tropical, de l'Afrique du Sud à la Grande Barrière de Corail
- Tegulaster praesignis (Livingstone, 1933) -- Australie septentrionale et Indonésie

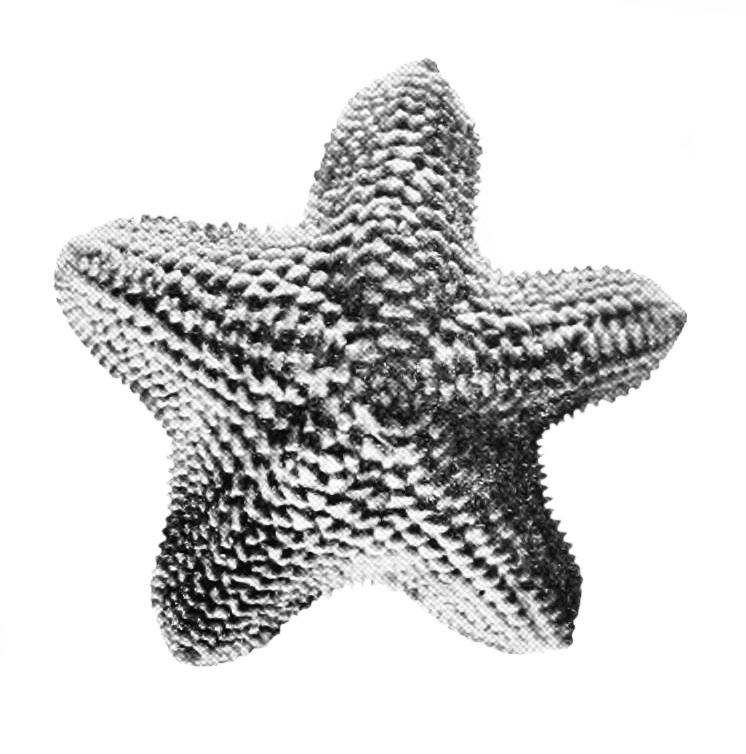
Tegulaster alba
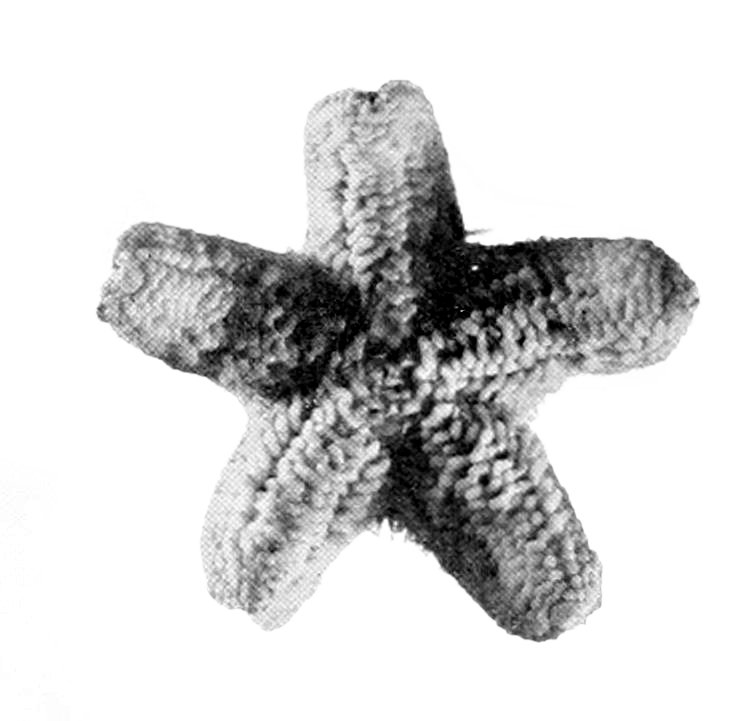
Tegulaster praesignis

## Référence taxonomique
- (en) WoRMS : Tegulaster Livingstone, 1933 (+ liste espèces)
- (en) Catalogue of Life : Tegulaster Livingstone, 1933 (consulté le 10 avril 2023)